# Ken Laszlo
Gianni Coraini, mer känd under artistnamnet Ken Laszlo, född 18 juli 1954 i Mantua, är en italiensk sångare, låtskrivare och musiker.
1984 slog han igenom internationellt med sin hit "Hey Hey Guy" och blev även senare känd med hits som "Tonight", "Don't Cry", madame och vem kan glömma 1,2,3,4,5,6,7,8 samt glasses man.
Numera har Gianni Corraini sedan länge övergått till genren eurobeat i vilken han som artist uppträtt under ett stort antal namn: Ric Fellini, KL Jones, DJ NRG, Franz Tornado, Mad Cow, Mike Freeman, Gordon Jim, Maltese, Danny Keith, Jean Corraine, J. Corraine och Ken Hunter.

## Diskografi
Studioalbum
- 1987 – Ken Laszlo
- 1998 – Dr Ken & Mr Laszlo
- 2007 – Future Is Now

Samlingsalbum
- 2015 – Greatest Hits & Remixes

Singlar
- 1984 – "Hey Hey Guy"
- 1985 – "Tonight"
- 1986 – "Don't Cry"
- 1987 – "Glasses Man"